# El Heraldo Gallego (Santiago de Compostela)
El Heraldo Gallego fue un periódico editado en Santiago de Compostela entre 1896 y 1897.

## Historia y características
Diario católico, apareció en noviembre de 1896. Cesó su publicación a finales de febrero de 1897.